# Ceylon i olympiska sommarspelen 1968
Ceylon (nuvarande Sri Lanka) deltog med tre deltagare vid de olympiska sommarspelen 1968 i Mexico City. Ingen av landets deltagare erövrade någon medalj.